# Jacques Stückgold
Jacques Stückgold   (Varsòvia, 29 de gener de 1877 - Manhattan, 4 de maig de 1953) va ser un cantant (tenor) polonès-alemany-americà i professor de cant.
Jacques Stückgold era fill del banquer Schlama Stückgold i Eva Rotmil, era la cosina gran de l'enginyer i pintor Stanislaus Stückgold. Va créixer en una família jueva de classe mitjana alta interessada en la música. Va estudiar cant a Varsòvia, Milà, Venècia i Pesaro, entre d'altres amb Alessandro Bonci, Ottavio Nouvelli i Felice Coen. Stückgold es va convertir en professor de cant, primer a Karlsruhe el 1899 i després a Múnic, on també va cantar a l'òpera de la cort. El 1924 fou nomenat professor vocal a la Universitat de Música de Berlín.
Stückgold es va casar amb la seva estudiant de cant Grete Schneidt (nom artístic Grete Stückgold), que va tenir una gran carrera com a soprano, van tenir la filla Eva, nascuda el 1919 i el matrimoni es va divorciar el 1929. Fins i tot abans de la transferència del poder als nacionalsocialistes el 1933, professors de Berlín com Max Trapp, Romuald Wikarski i Valeska Burgstaller van exigir al rector Georg Schünemann que el tragués de la universitat per raons racistes, a la seva distància de la universitat, la seva esposa es va alliberar després de la tardor de 1932 i va haver d'emigrar als EUA, privada dels seus drets i de tot. Del 1933 al 1937 encara va ser professor de cant al "City College" de Nova York.
Entre els seus estudiants figuraven Marcella Craft, Willi Domgraf-Fassbaender, Zdenka Faßbender, Pál Komáromy, Anny Konetzni, Bruce Low, Zinka Milanov, Hans Tänzler, Marcel Wittrisch i Fritz Zohsel.